# 南瓜 (草間彌生の作品)
『南瓜』（かぼちゃ）は、香川県香川郡直島町（ベネッセアートサイト直島）にある野外美術作品。まだら模様の黄色いカボチャをモチーフとした作品である。日本を代表する美術家・草間彌生が1994年に制作した。

## 概要
1994年に開催された「Open Air "94 "Out of Bounds" —海景の中の現代美術展—」で公開された。草間の代表作として広く知られていると同時に、直島のシンボル的な存在として今では観光名所になっている。作品は、海に突き出た桟橋の上に常設展示されている。
繊維強化プラスチックなどを主素材として作られた大型の立体彫刻であり、高さ2 m・幅2.5 mある。南瓜は全体的に黄色だが、黒いドットをまとったまだら模様となっている。草間は幼い頃から幻覚や幻聴に苦しんでおり、それらを芸術作品として反映させるようになったため、このような水玉模様の作品を多数生み出している。
なお、草間によるカボチャをモチーフとした作品は多数あるが、屋外彫刻としては直島のそれが初めてである。この作品が発表された1994年は、草間が野外彫刻の制作を始めた年でもあったという。

## 台風による破損
2021年8月9日、南瓜は台風9号による高波の影響で海に流され、3つに割れた。気象庁によると、当時香川県では台風により強風となっており、高松市で9日10時35分に最大瞬間風速23.3 m/sを観測したという。破片はベネッセハウス ミュージアムのスタッフにより回収され、施設内で保管された後、草間側に引き渡された。検討の結果、草間監修の下で再制作され、2022年10月4日に再び展示された。強風対策として厚みを増し、機械を使って迅速に避難できるようヘタの部分にフックを取り付けている。

## 主な関連作品
以下に、草間彌生によるその他の主な関連作品（カボチャ作品）を挙げる。
赤かぼちゃ
直島には、他の水玉カボチャ作品として、宮浦港に『赤かぼちゃ』が存在する。こちらは全体的に赤色の彫刻であり、黄色の作品とは違い内部を見物できる。

南瓜 (福岡市美術館)
福岡県にある福岡市美術館にも、直島と同じ『南瓜』がある。